# Jacques Aletti
Jacques Aletti (* 18. března 1955, Tlemcen, Alžírsko) je bývalý francouzský atlet, jehož specializací byl skok do výšky.
Největší úspěch své kariéry zaznamenal v roce 1976 na halovém ME v Mnichově, kde vybojoval výkonem 219 cm stříbrnou medaili. V témže roce reprezentoval na letních olympijských hrách v Montrealu, kde však neprošel kvalifikací.